# Казка про царя Салтана (мультфільм, 1984)
«Казка про царя Салтана» — радянський повнометражний мальований мультиплікаційний фільм 1984 року, знятий за однойменною казкою-поемою (1831) Олександра Пушкіна.

## Сюжет
Розмовляючи між собою, три сестри за прядкою мріють про те, що кожна з них зробила, якби раптом стала царицею. Перша з них обіцяє влаштувати бенкет на весь світ, друга — наткати полотна, а третя — для батюшки-царя народити «богатиря». У цей момент у світлицю входить сам цар Салтан, який ще до цього підслуховував розмову сестер. Він запропонував третій із них шлюб, а двом іншим — місця ткалі та кухарки у палаці.
Після весілля царя Салтана у його палаці гасне світло. Коли цар їде воювати в далекі краї, цариця народжує йому сина - царевича Гвідона. Однак сестри і сватя баба Бабаріха із заздрощів підміняють листа цареві, написавши, що та народила йому «невідому звірятку». Писар прочитав цей лист, і цар, розгнівавшись, лякає кішку і має намір повісити гінця. Однак, коли кішка почала тертися об ногу Салтана, той, взявши вихованця на руки, пом'якшується і наказує почекати до його повернення. Сестри ж, напоївши гінця горілкою, і тут міняють листа царя (бо Бабаріха підкупила дяка) підробленим листом із наказом — царські бояри скидають матір із новонародженим у морі всередині бочки.
Бочку виносить на безлюдний острів Буян, причому Гвідон виходить із неї вже дорослим юнаком. Щоб прогодувати матір, він робить лук і стрілу і йде до моря на полювання. Там він рятує білу лебідь від чарівника, що прийняв вигляд шуліки, і та обіцяє віддячити йому. На порожньому острові з'являється місто, правителем якого стає Гвідон.
Повз острова Буяна пропливають чотири купці. Після прибуття в царство Салтана вони розповідають йому про чудове місто та запрошують його від імені князя Гвідона у гості. Сам царевич, перетворившись (за допомогою лебеді) на комара, припливає з купцями до батька і слухає цю розмову. Але одна із заздрісних сестер, кухарка, розповідає Салтану про нове чудо світу: співаючу білку, яка живе під ялиною і гризе горішки зі смарагдами та золотими шкаралупками. Почувши про нове диво, цар цурається поїздки до Гвідону. За це комар жалить кухарку в праве око. Гвідон розповідає лебеді про білку, і та переселяє їх у місто Гвідона. Для цієї білки князь будує кришталевий будинок.
Наступного разу купці розповідають Салтанові про білок і передають нове запрошення від Гвідона. Царевич, уже у вигляді мухи, слухає і цю розмову. Ткаля розповідає про 33 богатирів, що виходять з моря на чолі з дядьком Чорномором. Салтан, почувши про нове диво, знову відмовляється від поїздки, за що муха жалить ткаля в ліве око. Князь Гвідон розповідає лебеді про 33 богатирів, і ті з'являються на острові Буяні, оскільки вони припадають лебеді рідними братами.
І знову купці розповідають Салтану про чудеса і передають нове запрошення, тоді як Гвідон підслуховує їх у вигляді джмеля. Сваття баба Бабаріха розповідає про царівну, яка затьмарює «вдень світло боже», з місяцем під косою і зіркою, що горить, у лобі. Салтан, почувши про нове диво, втретє відмовляється від поїздки. За це джміль жалить Бабаріху в ніс і відлітає.
Після повернення в місто на острові Буяні Гвідон розповідає лебеді про прекрасну царівну і каже, що хоче з нею одружитися. Та знову виконує бажання Гвідона, бо царівна із зіркою на лобі — це вона сама і є.
Цар вчетверте приймає в себе купців. Ті розповідають йому про всі три дива острова Буяна і передають слова Гвідона, що цар до них «в гості обіцявся, а досі не зібрався». Але цього разу Салтан вирішує вирушити в дорогу до острова Буяну. Після прибуття він дізнається в цариці свою дружину, а в молодих князі з княгинею — свого сина і невістку. На радощах він прощає злих сестер і свату,  а потім відпускає їх додому. Влаштовується веселий бенкет на весь світ, і всі живуть щасливо.
Після заключних слів автора у князівстві Гвідона гасне світло.

## Творці
| Автори сценарію і кінорежисери | Іван Іванов-Вано Лев Мільчин |
| Художники-постановщики         | Іван Іванов-Вано Лев Мільчин |
| Кінооператор                   | Михайло Друян |
| Композитор                     | Михайло Меєрович |
| Звукооператор                  | Борис Фільчиков |
| Художники-мультиплікатори      | Микола Федоров Віктор Лихачов Антоніна Альошина Марина Рогова Анатолій Абаренов Олександр Панов Андрій Ігнатенко Володимир Зарубін Юрій Мещеряков Володимир Крумін Марина Восканьянц Сергій Аврамов |
| Текст читає                    | Авангард Леонтьєв |
| Художник-декоратор             | Ірина Троянова |
| Художник з персонажів          | Марина Ігнатенко |
| Монтаж                         | Наталія Степанцева |
| Помічники режисера             | Раїса Макарова Ірина Литовська |
| Художники                      | Всеволод Максимович Ірина Світлиця Лідія Альохіна Г. Степаненко Тетяна Герасименко Ігор Олійников                                                                                                   |
| Редактор                       | Раїса Фричинська |
| Директор знімальної групи      | Ліліана Монахова |

## Ролі озвучували
| Анастасія Зуєва      | сватя баба Бабаріха |
| Михайло Зимін        | цар Салтан          |
| Олексій Золотницький | князь Гвідон        |
| Наталія Бороніна     | цариця              |
| Роман Філіппов       | дядька Чорномор     |
| Алла Покровська      | ткаля               |
| Микола Граббе        | сивий корабельник   |
| Марія Виноградова    | кухарка             |
| Борис Новиков        | рудий корабельник   |
| Людмила Іванова      | царівна Лебідь      |

## Нагороди
- XVIII Всесоюзний кінофестиваль (Мінськ, 1985): Приз «За успішну екранізацію російської класичної казки» — «Казка про царя Салтана».
- XIV Московський кінофестиваль (Москва, тоже 1985 год): Приз за найкращий мультфільм — «Казка про царя Салтана»